# ACE Cougar
O ACE Cougar é um tipo de ônibus produzido no início dos anos 90 pela empresa britânica Alternative Chassis Engineering. 
Não obteve sucesso e somente dois veículos foram produzidos.